# Armoiries du Vatican
Le blason du Vatican représente les clefs de saint Pierre croisées sur champ de gueules : une en or qui symbolise le pouvoir spirituel de l'Église et une en argent pour sa continuité dans le temps le tout est surmonté  de la tiare papale. La tiare est composée de trois couronnes qui représentent les attributions du pape comme pasteur, docteur et chef suprême de l'Église.

## Symbolisme
- Les clés croisées d'or et d'argent symbolisent les clés du royaume des cieux promises à Saint Pierre, avec le pouvoir de lier et de délier[1].
- La triple couronne (la Tiare papale) représente les trois pouvoirs du suprême pontife  : le sacrement - la juridiction - le magistère[2] : en d'autres termes: ses fonctions de « prêtre suprême », « suprême pasteur » et d'« enseignant suprême ».
- La croix d'or qui surmonte la triple couronne, symbolise la crucifixion de Jésus[3].

## Autres versions
| Nom                                                      | Explication                                        | Armoiries |
| -------------------------------------------------------- | -------------------------------------------------- | --------- |
| Emblème de l'État de la Cité du Vatican                  | Le fond rouge (l'écusson) est manquant             |           |
| Emblème du Saint-Siège (de la papauté)                   | Les deux clés sont inversées                       |           |
| Emblème du Saint-Siège pendant la vacance (sede vacante) | À la place de la tiare est représenté l'ombrellino |           |

## Source
- (en) Cet article est partiellement ou en totalité issu de l’article de Wikipédia en anglais intitulé « Coat of arms of the State of Vatican City » (voir la liste des auteurs).

- (it) Cet article est partiellement ou en totalité issu de l’article de Wikipédia en italien intitulé « Stemma del Vaticano » (voir la liste des auteurs).